# Pentro di Isernia
Il Pentro di Isernia è una DOC riservata ad alcuni vini la cui produzione è consentita nella provincia di Isernia.

## Zona di produzione
La zona di produzione comprende l'intero territorio dei seguenti comuni: (elenco) e parte di (elenco)

## Disciplinare
Il "Pentro di Isernia DOC" è stato istituito con DPR 17 maggio 1983 pubblicato sulla Gazzetta Ufficiale n. 26 del 26 gennaio 1984.
Successivamente è stato modificato con:
- DM 22 novembre 2011 GU 284 del 6 dicembre 2011
- DM 30 novembre 2011 GU 295 del 20 dicembre 2011 Pubblicato sul sito ufficiale del Mipaaf Sezione Qualità e Sicurezza Vini DOP e IGP
- DM 7 marzo 2014 Pubblicato sul sito ufficiale del Mipaaf Sezione Qualità e Sicurezza Vini DOP e IGP
- La versione in vigore è stata approvata con DM 18 giugno 2014 Pubblicato sul sito ufficiale del Mipaaf

Sezione Qualità e Sicurezza Vini DOP e IGP.

## Tipologie

### Rosso
| uvaggio                        | Montepulciano min 75% max 80%; Tintilia min 20% max 25%; possono concorrere altri vitigni a bacca nera, non aromatici, idonei alla coltivazione per la Regione Molise, max 5%. |
| titolo alcolometrico minimo    | xx,xx% vol. |
| acidità totale minima          | xx g/l. |
| estratto secco minimo          | xx,00 g/l |
| resa massima di uva per ettaro | xxx q. |
| resa massima di uva in vino    | xx % |

### Rosso riserva
| uvaggio                        | Montepulciano min 75% max 80%; Tintilia min 20% max 25%; possono concorrere altri vitigni a bacca nera, non aromatici, idonei alla coltivazione per la Regione Molise, max 5%. |
| titolo alcolometrico minimo    | xx,xx% vol. |
| acidità totale minima          | xx g/l. |
| estratto secco minimo          | xx,00 g/l |
| resa massima di uva per ettaro | xxx q. |
| resa massima di uva in vino    | xx % |

### Bianco
| uvaggio                        | Falanghina 80%; Trebbiano toscano min 15% max 20%; possono concorrere altri vitigni a bacca bianca, idonei alla coltivazione per la Regione Molise, max 5%. |
| titolo alcolometrico minimo    | xx,xx% vol. |
| acidità totale minima          | xx g/l. |
| estratto secco minimo          | xx,00 g/l |
| resa massima di uva per ettaro | xxx q. |
| resa massima di uva in vino    | xx % |

### Rosato
| uvaggio                        | Montepulciano min 75% max 80%; Tintilia min 20% max 25%; possono concorrere altri vitigni a bacca nera, non aromatici, idonei alla coltivazione per la Regione Molise, max 5%. |
| titolo alcolometrico minimo    | xx,xx% vol. |
| acidità totale minima          | xx g/l. |
| estratto secco minimo          | xx,00 g/l |
| resa massima di uva per ettaro | xxx q. |
| resa massima di uva in vino    | xx % |